# Репнин, Николай Васильевич
Князь Никола́й Васи́льевич Репни́н (11 [22] марта 1734, Санкт-Петербург — 12 [24] мая 1801, усадьба Воронцово, Московская губерния) — русский дипломат и военачальник екатерининской эпохи, генерал-фельдмаршал (1796). В качестве посла в Речи Посполитой (1763—1769) внёс весомый вклад в разложение польско-литовской государственности. Последний из Репниных, владелец усадьбы Воронцово.

## Биография

### Происхождение. Начало службы
Родился 11 (22) марта 1734 года в семье князя Василия Аникитича Репнина (1696—1748).
В 11-летнем возрасте, что было нормой для тех времён, его уже определили солдатом в лейб-гвардии Преображенский полк и уже в 14-летнем возрасте в звании сержанта участвовал в походе своего отца на Рейн. В 1749 году получил звание прапорщика, в 1751 году — подпоручика гвардии.
Потом долго жил за границей, в Германии, где, по отзыву одного современника, получил «дельное немецкое воспитание», а также в Париже, откуда был отозван Елизаветой Петровной, опасавшейся, чтобы «Николаша» не погиб от «разврата и распутства» в этом содоме.

### Семилетняя война
Добровольцем в офицерском звании участвовал в Семилетней войне, служил под началом генерал-фельдмаршала С. Ф. Апраксина. Отличился в сражениях при Грос-Егерсдорфе, Кёнигсберге, осаде Кюстрина. В 1758 году ему было присвоено воинское звание капитана. С 1759 года служил в союзной Франции, в войсках маршала Контада, а с 1760 года, получив звание полковника, — под началом графа Захара Чернышёва, приняв участие, в частности, во взятии Берлина в том же году. В 1762 году получил звание генерал-майора, а 22 сентября 1762 года был удостоен гольштинского ордена Святой Анны.

### Дипломатическая работа. Польша

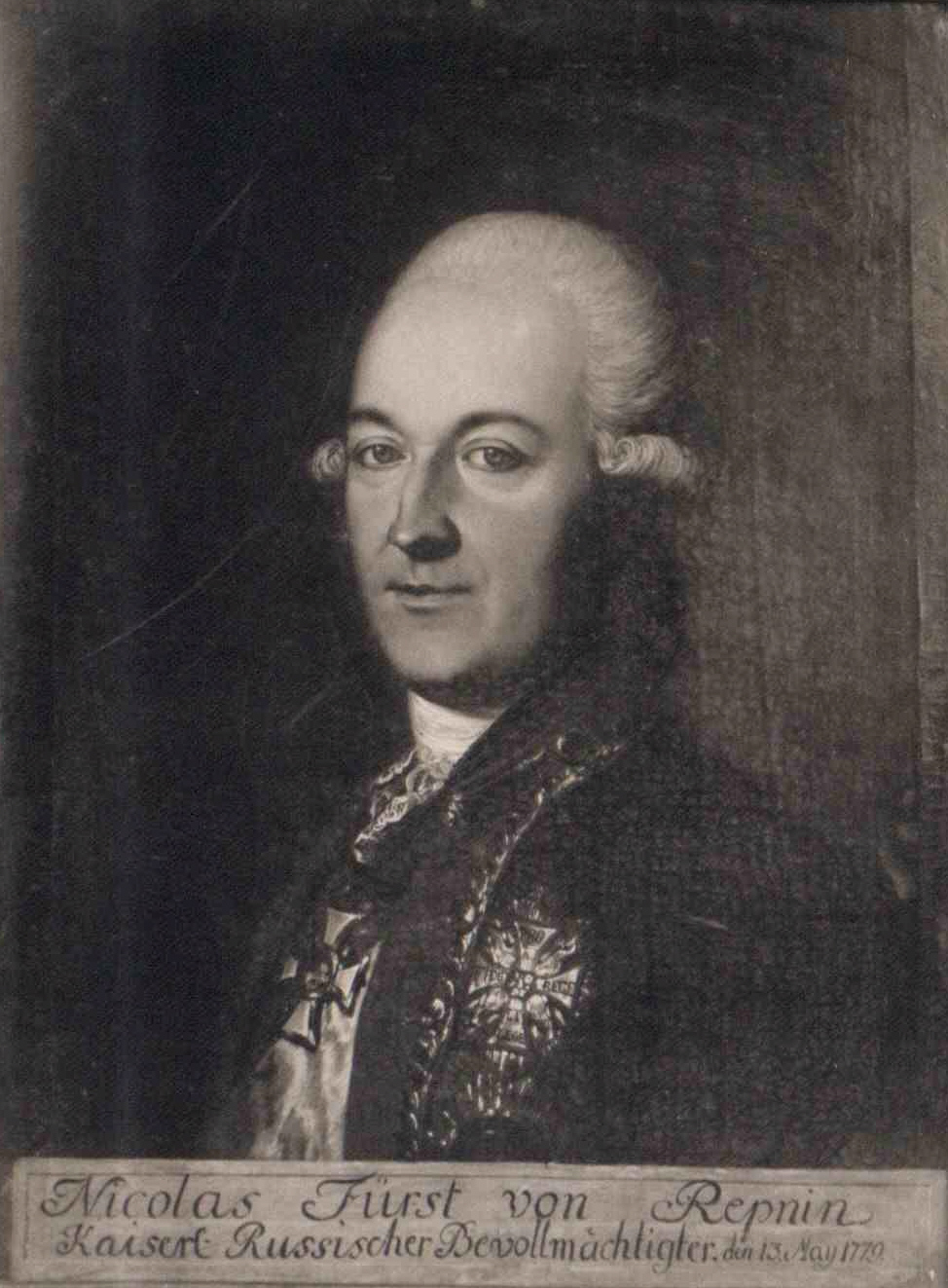
Князь Репнин в 1779 году

В 1762 году император Пётр III отправил его послом в Берлин, столицу Пруссии, где Репнин пробыл до 1763 года и хорошо изучил военное дело, познакомившись также с порядками и организацией армии короля Фридриха II. В 1763 году Екатерина II назначила его директором сухопутного шляхетского корпуса, а через несколько месяцев отправила в Польшу, где он должен был помогать русскому посланнику Кейзерлингу добиваться уравнивания в правах с католиками так называемых диссидентов (православных и протестантов). После смерти Кейзерлинга в 1764 году Репнин стал полномочным министром в этой стране и начал активно вмешиваться во внутренние дела страны и продвигать возведение на освободившийся (после смерти Августа III) польский престол Станислава Понятовского, полностью устраивавшего петербургский двор.
Действуя фактически в одиночку, без советников, но опираясь на значительную военную силу и партию Чарторыйских, родственников Понятовского, Репнин удачно защищал диссидентов и образовывал дружественные России конфедерации. Первой из таковых стала образованная 28 апреля 1764 года литовская конфедерация, обратившаяся под влиянием посла к России за военной защитой. 7 мая 1764 года был открыт конвокационный сейм, позволивший провести в стране ряд реформ (не все из которых, особенно ограничение liberum veto, устраивали Россию), а 7 сентября Понятовский был избран королём Польши. После этого Репнин начал склонять монарха к решению вопроса об уравнивании прав диссидентов с католическим большинством и урегулированию пограничных споров, однако стоявшие за Понятовским Чарторыйские всячески этому противились. В сложившейся ситуации Репнин с начала 1767 года образовал сразу несколько новых «конфедераций» в Польше и Литве, дружественных России, число состоящих в которых вскоре превысило 80 тысяч человек, что могло угрожать Понятовскому свержением. Испуганный монарх созвал 15 октября 1767 года чрезвычайный сейм, предварительно согласившись выполнить все условия Репнина, однако в ходе выборов на этот сейм русскому посланнику не удалось добиться необходимого большинства. Репнин в итоге решил этот вопрос радикально — вводом в Варшаву русской армии и сначала арестом, а затем высылкой в Россию епископа Солтыка и Ржевуских, возглавлявших польскую оппозицию.

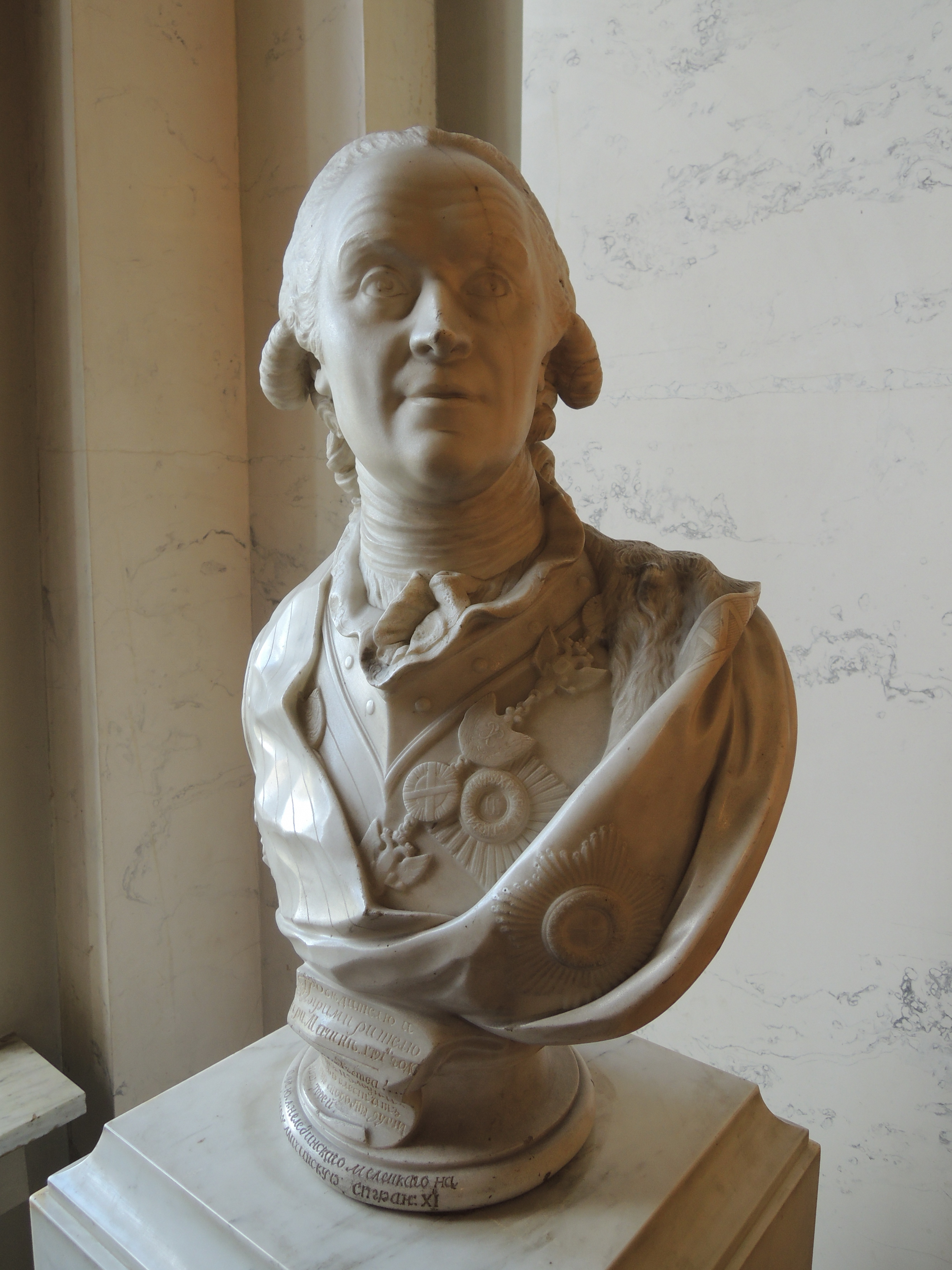
Бюст работы Федота Шубина

Под влиянием этих событий и давлением Репнина польский сейм в конце концов принял 13 февраля 1768 года так называемые «кардинальные законы», обеспечивавшие свободу вероисповедания и гражданские права для всех диссидентов, уравнивая их с католиками, а также подтвердив привилегии шляхты, выборность короля и liberum veto. 24 февраля 1768 года Репнин добился заключения с Речью Посполитой Варшавского договора, условия которого фактически позволяли Российской империи вмешиваться в любые внутренние дела последней. Среди польских аристократов возник заговор с целью его убийства, и только Понятовский своевременным извещением об этом спас его от смерти.
Новые указы привели вскоре к так называемому мятежу «конфедератов» — сторонников сохранения привилегий для католического большинства и политической независимости Польши, для чего предполагалось свергнуть Понятовского и начать войну с Россией. После начала мятежа Репнин потребовал от Понятовского его подавления, однако в итоге для этого пришлось использовать в очередной раз введённые в Польшу русские войска. Разбитые конфедераты частью начали партизанскую борьбу против русских, частью отступили в соседние страны.
Русский посланник, открыто вмешивавшийся в дела суверенного польско-литовского государства, долго ещё вызывал ненависть у польских патриотов. В польской историографии он остался как своего рода антигерой — безжалостный сатрап самодержавия и могильщик национальной государственности. Печатью такого отношения отмечен образ Репнина на картине Матейко «Рейтан. Упадок Польши». В апреле 1769 года, когда политическая ситуация несколько изменилась, Репнин был заменён в Польше князем Волконским. За свои заслуги на дипломатическом поприще в период службы в Польше Репнину 17 января 1768 года был вручён орден Святого Александра Невского, присвоено звание генерал-поручика и пожалована сумма размером в 50 тысяч рублей. Однако, по свидетельству французского дипломата, далеко не все при петербургском дворе впечатлились итогами его миссии в Варшаве:
Обладая довольно живым, но поверхностным умом, он нравится женщинам, но зато и подчиняется им всецело; удовольствие есть единственный мотив всех его поступков. Работой его в Польше здесь все недовольны, так как он только запутал дела к невыгоде России. Он был влюблён в жену Адама Чарторыйского, самого страшного врага русских. Подчинившись этой женщине, он, говорят, заплатил ей за ночь покровительством Барской конфедерации, вопреки интересам своего двора. Эта крупная ошибка произвела здесь такое дурное впечатление, что возникал вопрос, не отозвать ли Репнина под тем предлогом, что он сошёл с ума.

### Русско-турецкая война 1768—1774

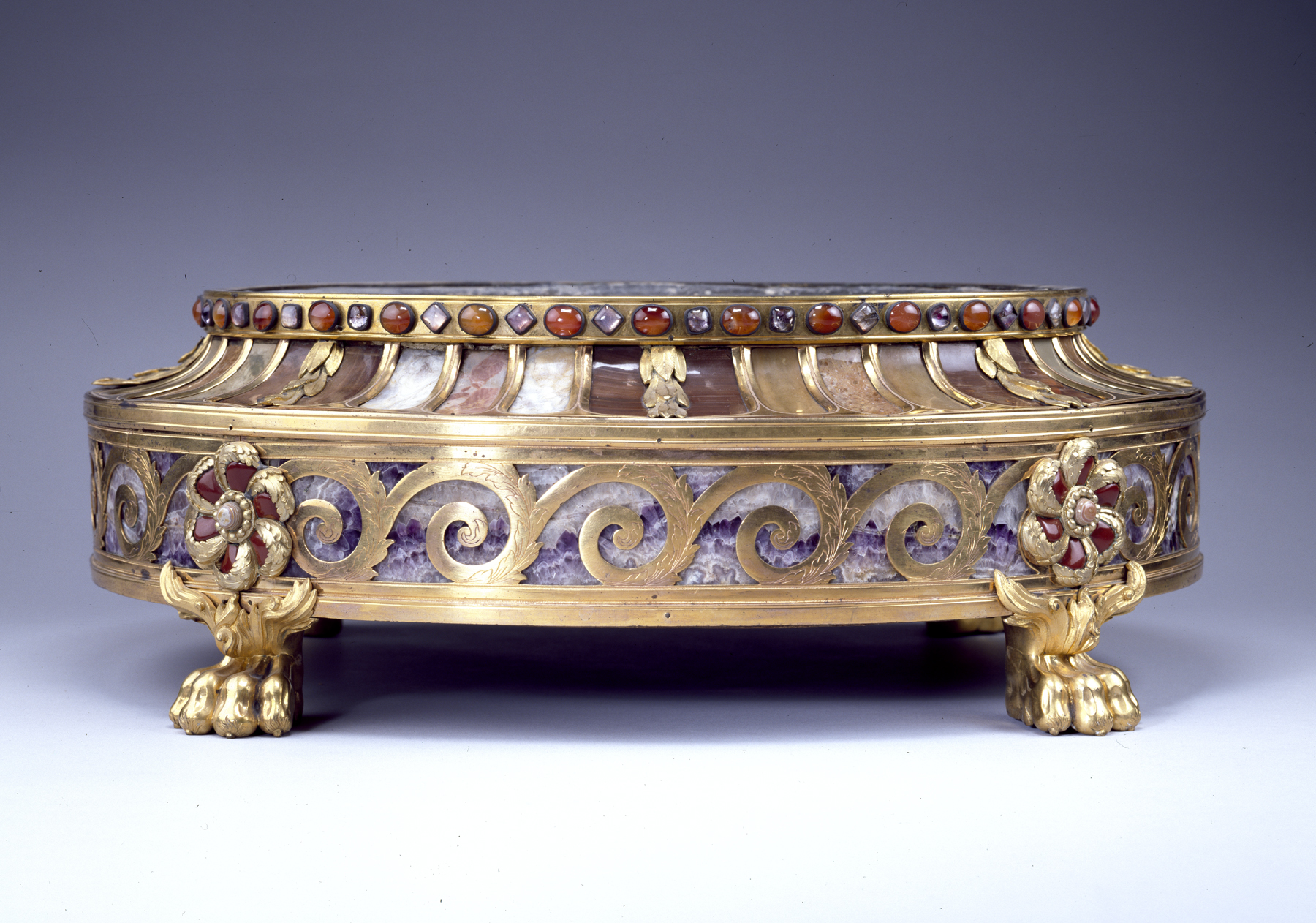
Подставка для статуэтки, инкрустированная драгоценными камнями. Из личного собрания Н. В. Репнина

Во время русско-турецкой войны 1768—1774 годов Репнин, после её начала возвратившийся в Россию, возглавил отдельный корпус, действовавший в Молдавии и Валахии, в составе 1-й армии генерал-фельдмаршала князя Александра Голицына. Вверенным ему войскам удалось в 1770 году воспрепятствовать переправе через Прут 36-тысячного войска Османской империи и Крымского ханства. В том же году он, командуя Ширванским, Архангелогородским и Киевским мушкетёрскими полками и гренадерскими батальонами, проявил храбрость в битве у Рябой Могилы, находясь в то время под началом Петра Румянцева, успешно опрокинув левый фланг османской армии двумя каре пехоты при поддержке атаки кавалерии. В том же году Репнин отличился в битвах при Ларге и при Кагуле и 27 июля 1770 года по инициативе Румянцева был награждён орденом Святого Георгия 2-й степени № 2
За оказанный пример мужества, служивший подчинённым его по преодолению трудов неустрашимости и к одержанию над неприятелем победы 21 июля 1770 года под Кагулом
В том же 1770 году сумел, командуя авангардом армии, без боя занять Измаил и взял город Килию.
10 июня 1771 года Репнин получил командование над всеми войсками в Валахии и разбил под Бухарестом 10-тысячное неприятельское войско, которым командовал Ахмет-паша. Несмотря на этот успех, главнокомандующий русскими войсками Румянцев поставил ему в вину занятие турками крепости Журжи, оставленной русскими. Оскорблённый Репнин испросил увольнения из армии за границу, якобы под предлогом «расстроенного здоровья», однако в 1774 году, спустя почти три года, вернулся на службу и участвовал во взятии Силистрии, а позже в разработке и заключении Кючук-Кайнарджийского мира, лично доставив Екатерине II в Санкт-Петербург текст этого соглашения. После этих событий получил звания генерал-аншефа и подполковника лейб-гвардии Измайловского полка, также удостоился крупного денежного вознаграждения.

### Административная деятельность

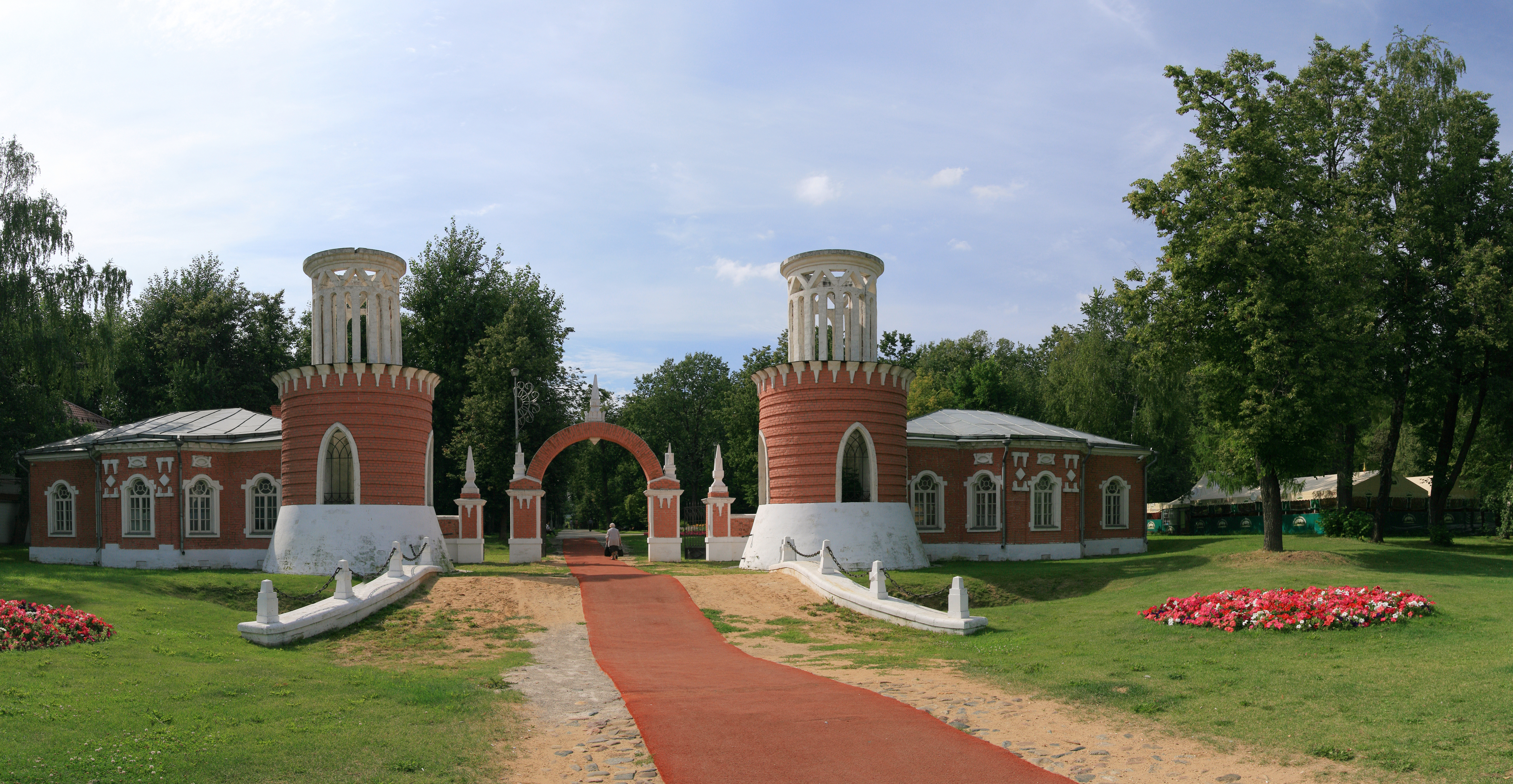
Русско-готические ворота усадьбы Н. В. Репнина «Воронцово»

В 1775—1776 годах был полномочным посланником Российской империи в Турции; вернувшись на родину, некоторое время жил в Петербурге, имел контакты с масонами и, по некоторым данным, даже участвовал в основании нескольких лож. В скором времени был назначен генерал-губернатором в Смоленского наместничества. Кроме этого, одновременно, в 1778—1781 годы он был генерал-губернатором Орловского наместничества.
Во время войны за баварское наследство возглавил 30-тысячную армию и с ней вступил в Бреславль, где принял участие в Тешенском конгрессе и сумел склонить Австрию к подписанию мирного договора, за что получил в награду от российской императрицы орден Святого Андрея Первозванного.
В 1780 году возглавил силы наблюдательного корпуса, стоявшего в Умани, в 1781 году был назначен псковским генерал-губернатором, одновременно продолжая исполнять те же обязанности в Смоленске. В тот период времени получил орден Святого Владимира 1-й степени в день учреждения этой награды (22 сентября 1782 года), а также бриллиантовые знаки к ордену святого Андрея Первозванного (1784). Затем некоторое время провёл за границей «для отдыха».

### Русско-турецкая война 1787—1791

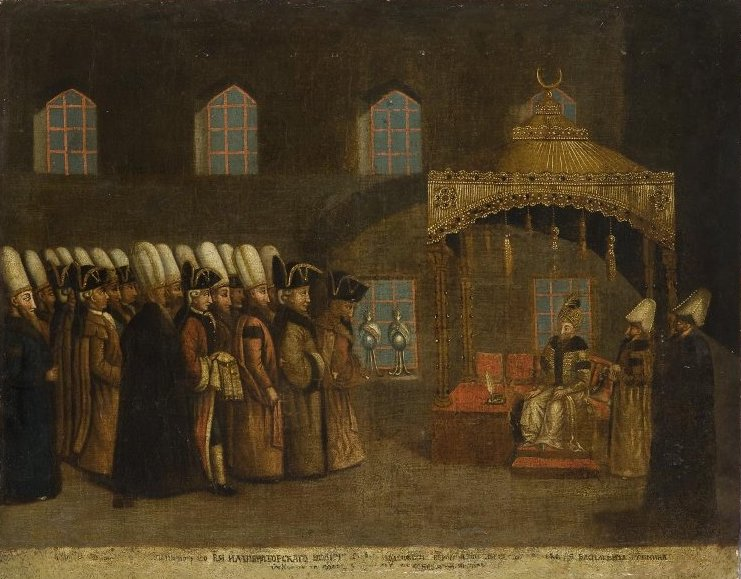
Изображение приема русского посольства кн. Н. В. Репнина турецким султаном, кон. XVIII в.

Во время Русско-турецкой войны 1787—1791 годов вернулся на военную службу, командовал правым крылом во время успешного штурма Очакова, затем 7 сентября 1789 года одержал победу над турками на реке Сальча в Молдавии, овладел лагерем сераскира Гасан-паши, запер его в Измаиле и начал готовиться к штурму этой крепости, но после ряда боевых столкновений отступил, сославшись в донесении главнокомандующему Г. А. Потёмкину на его собственное «повеление… сберегать людей». После отъезда Потёмкина в Петербург в феврале 1791 года главное командование над соединённой армией перешло к Репнину, который убедил начальника, что Суворов на этом посту «поведёт армию в Царьград или сгубит». Несмотря на распоряжения Потёмкина, он, узнав о том, что войска турецкого визиря сконцентрировались около Мачина, приказал начать внезапное наступление и в итоге одержал в шестичасовом сражении крупную победу над противником с небольшими потерями: 141 человек убитыми и 300 ранеными, хотя численность войск неприятеля составляла более 80 тысяч; на левом фланге русской армии в этом сражении отличился Кутузов. За Мачинское сражение Репнин был награждён (15 июля 1791) орденом Святого Георгия 1-й степени № 9.
Во уважение особливаго усердия, которым долговременная его служба была сопровождаема, радения и точности в исполнении предложений главнаго начальства, искусства и отличнаго мужества в разных случаях оказаннаго и особливо при атаке с войсками под его командою находящимися армии турецкой под предводительством верховнаго визиря Юсуф-паши за Дунаем при Мачине в 28-й день июня, одержав над нею совершенную победу.
Это поражение вынудило турок прекратить боевые действия и начать переговоры о мире; 31 июля 1791 года Репнин и визирь Коджа Юсуф-паша подписали предварительные условия мира в Галаце, включавшие восьмимесячное перемирие, которым была недовольна Екатерина II. Раскритиковал подписанные Репниным условия и граф А. А. Безбородко, согласовавший через пять месяцев Ясский мирный договор.

### 1790-е годы. Отставка и смерть

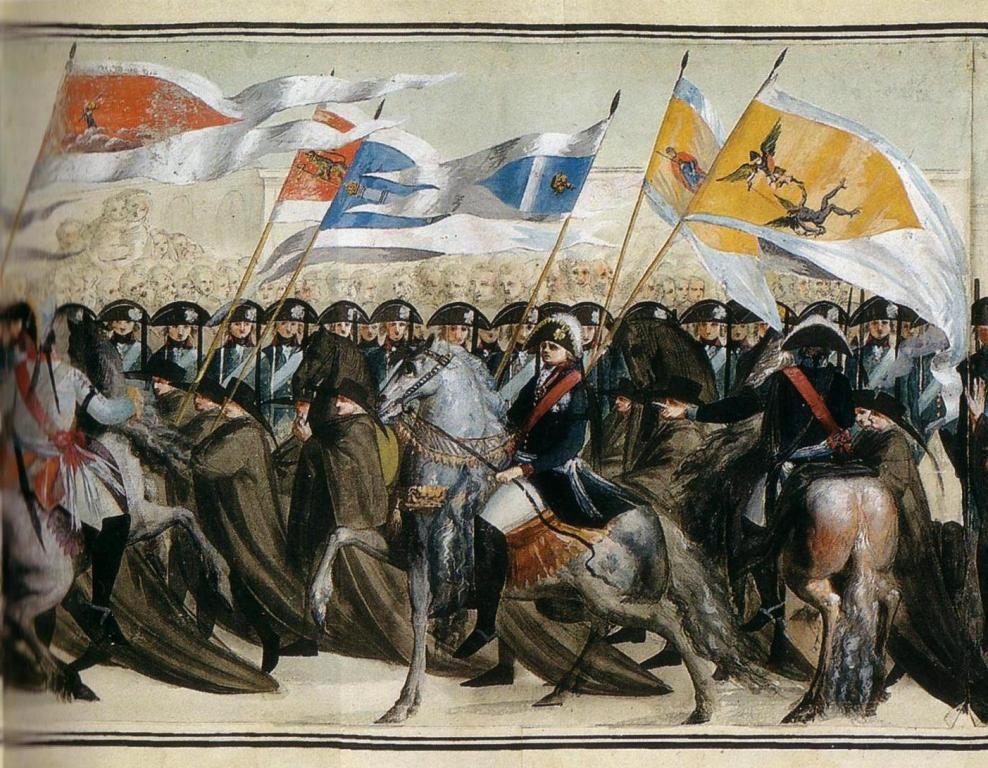
Перезахоронение Петра III в 1796 году. Погребальная процессия (фрагмент). За фигурами двух конных адъютантов, фельдмаршал князь Н. В. Репнин, которому было поручено командование войсками, участвовавшими в церемонии.

Вернувшись с фронтов турецкой войны, некоторое время провёл в Воронцове, своём имении под Москвой, но в сентябре 1792 года получил назначение на должность Лифляндского и Эстляндского генерал-губернатора (в этой должности был до 26 ноября 1798 года), с октября 1794 года исполнял те же обязанности в Ревеле и Литве. В 1794 году, когда началось восстание Костюшко, формально получил под командование все находившиеся там войска, однако фактически разгром повстанцев был осуществлён Суворовым. Репнин и Суворов не ладили друг с другом и спорили о верховенстве, первый считал второго всего лишь удачливым воякой, тогда как Суворов писал про Репнина: «Низок и высок в своё время, но отвратительно повелителен и без наималейшей приятности». После подавления восстания князь был сделан генерал-губернатором виленским и гродненским, состоя в то же время генерал-губернатором эстляндским и курляндским.
Павел I 8 ноября 1796 года произвёл Репнина в генерал-фельдмаршалы, назначив «инспектором Литовской инспекции»; был военным губернатором Риги и командующим всеми войсками, находившимися в Литве, Лифляндии и Эстляндии. В 1798 году Репнин во главе дипломатической миссии отправился в Берлин и Вену с поручением отвлечь Пруссию от дружественных сношений с республиканской Францией и пригласить Австрию к совместным действиям против этой страны, то есть к созданию антифранцузской коалиции. В качестве адъютантов с ним выехали Лубяновский, Инзов, Карнеев. Посольство это окончилось неудачей, вследствие чего Репнин, отношения которого с императором к тому времени несколько испортились, был уволен с военной службы «с мундиром».
По отзывам современников, Репнин был крайне высокомерен и горяч, но честен и щедр до расточительности. Имел репутацию дамского угодника. После смерти супруги и отставки со службы он поселился в подмосковной усадьбе Воронцово, где «ни за стол он не садился, ни вечера не проводил без гостей, нередко во множестве, всегда незванных; в гостиной он оживлял постоянно беседу, всегда занимательную; не было ни игры в карты, ни злоречия, ни пересудов ни на чей счёт». Про убийство Павла I, уволившего его со службы, тем не менее не мог говорить без негодования.
Об обстоятельствах кончины фельдмаршала его адъютант Лубяновский вспоминал:

К вечеру 9 мая случился пожар в соседней деревне; Репнин стоял на балконе с открытою головою, пока не поехали от него на помощь люди и трубы; ушёл к себе в обычный час, на другой день вышел в парк и там, ходя обыкновенным, бодрым своим шагом, вдруг зашатался, не мог идти, опёрся на внука и на садовника; поданы кресла… Медицинские пособия с первого приступа оказались недействительны, говорил мало, скоро совсем не мог говорить; несколько часов ещё дышал и в тот же день скончался.— Воспоминания Федора Петровича Лубяновского (1777—1834). — М.: Типография Грачева, 1872. — С. 202.
Тело Николая Васильевича Репнина было погребено в старом соборе Донского монастыря. В советское время его фигурное надгробие, одно из лучших в Москве периода классицизма, было перенесено в соседнюю Михайловскую церковь (с 1990-х годов надгробие находится в подклете Большого собора и мало доступно для обозрения).

## Семья

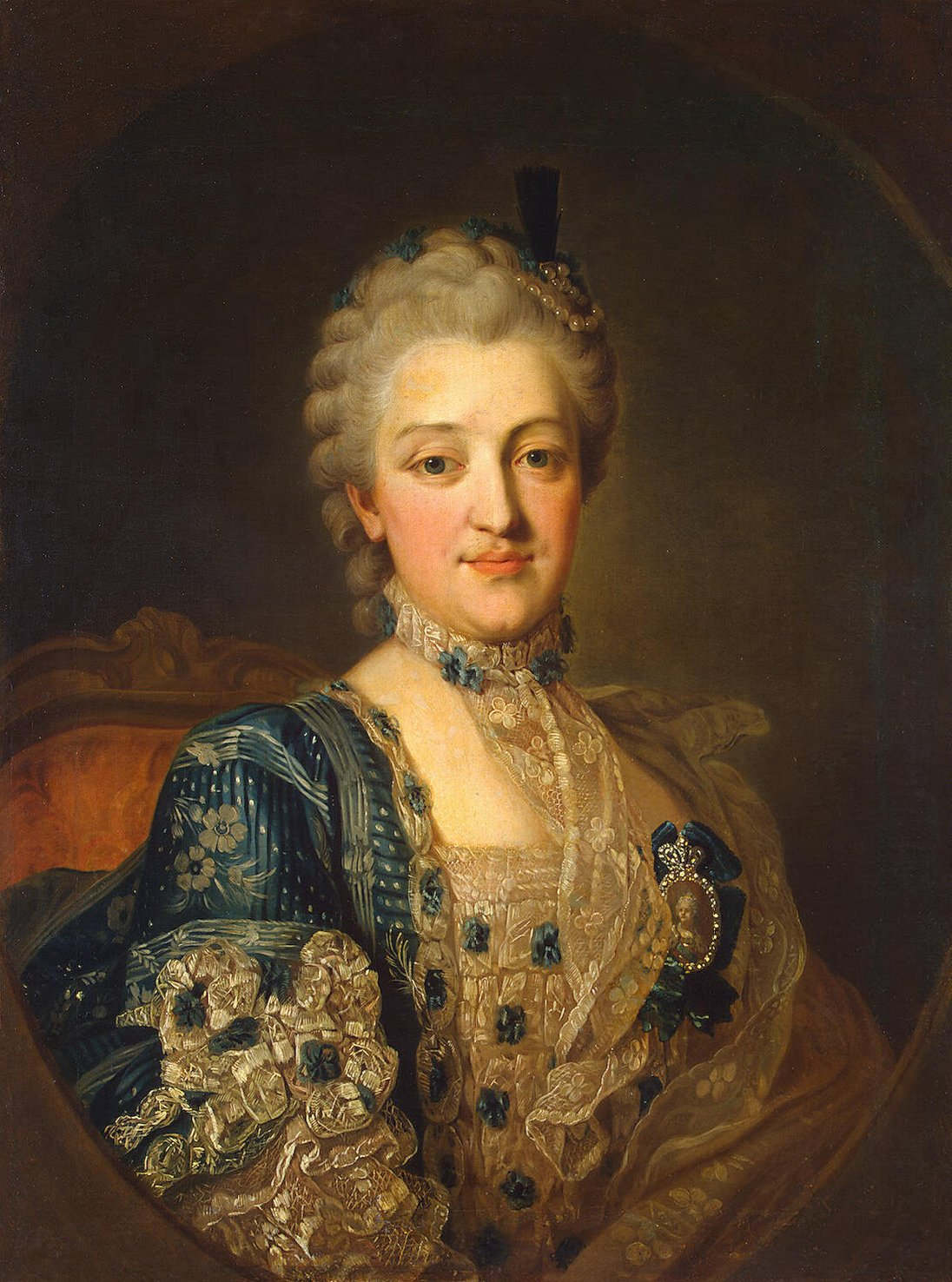
Наталья Александровна

Николай Васильевич Репнин был женат с 1754 года на княжне Наталье Александровне Куракиной (1737—1798). Невзирая на многочисленные романы князя, супружество их было счастливым. Княгиня покоится в т. н. репнинской часовне на территории парка Закрет под Вильнюсом. Единственный сын Иван умер 9 сентября 1774 года в возрасте девяти лет от водянки. Супругов пережили только две дочери:
- Прасковья Николаевна (1756—1784) — фрейлина, в июне 1780 года пела в присутствии императрицы Екатерины песнь на прибытие её с императором Иосифом II в Смоленск. С 1783 года была замужем за князем Ф. Н. Голицыным. Брак был бездетным и недолгим, через несколько месяцев после свадьбы молодая княгиня заболела воспалением лёгких, перешедшим в скоротечную чахотку. Ей предписано было врачами ехать в Италию, но больная Прасковья Николаевна не выдержала путешествия и должна была остановиться в Смоленске у своего отца, где и скончалась 19 октября 1784 года.
- Александра Николаевна (1757—1834) — статс-дама, была замужем за Григорием Семёновичем Волконским (1742—1824). Их старший сын Николай принял фамилию Репнина-Волконского, второй сын Никита был женат на З. А. Белосельской, младший сын Сергей — генерал-майор, декабрист.
- Дарья Николаевна (1769—1812), наследница усадьбы Воронцово. Отец завещал младшей дочери «замуж не выходить, жить при сестре и жить дружно». Это на первый взгляд странное требование было обусловлено тем, что Дарья Репнина была горбата с детства и по тем меркам уже немолода, поэтому фельдмаршал боялся, что искатели её руки польстятся только на состояние. Впрочем, запрет не помог. Дарья довольно скоро вышла замуж за отставного полковника и проходимца барона Августа фон Каленберга (ум. 1880), который её обманул. «Умерла в нищете, нашли полтину денег»[14].

Поскольку у Репнина не было законных сыновей, 12 июля 1801 года Александр I высочайше повелел, «чтоб родный его внук, от дочери его рождённый, полковник князь Николай Волконский принял фамилию его, и отныне потомственно именовался князем Репниным».
Внебрачным сыном Репнина, возможно, был будущий российский министр иностранных дел, а затем один из лидеров польской эмиграции Адам Ежи Чарторыйский, с матерью которого Репнину приписывали роман во время пребывания в Варшаве.
От связи с Анастасией Николаевной Нелединской-Мелецкой, рождённой Головиной (1754—1803) имел внебрачного сына Степана Ивановича Лесовского (1782—1839), генерал-майора; его сын флотоводец С. С. Лесовский.

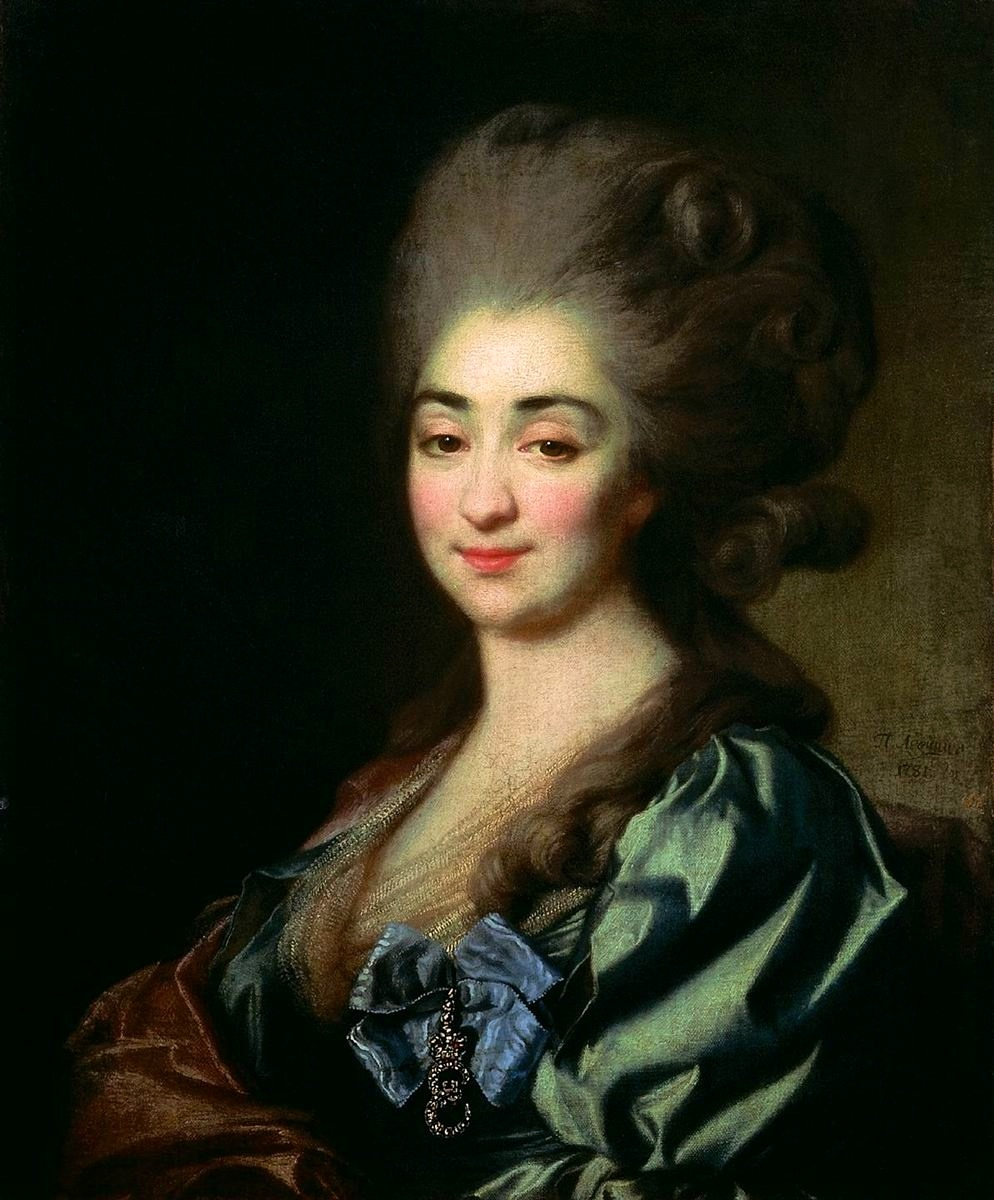
Прасковья Николаевна, дочь
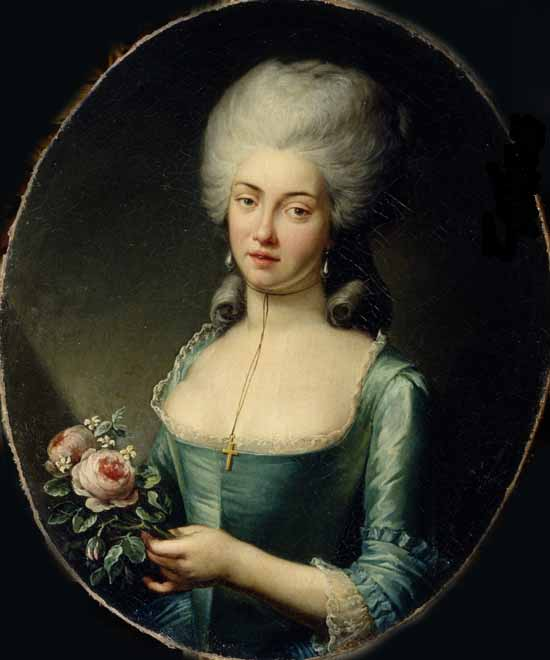
Александра Николаевна, дочь
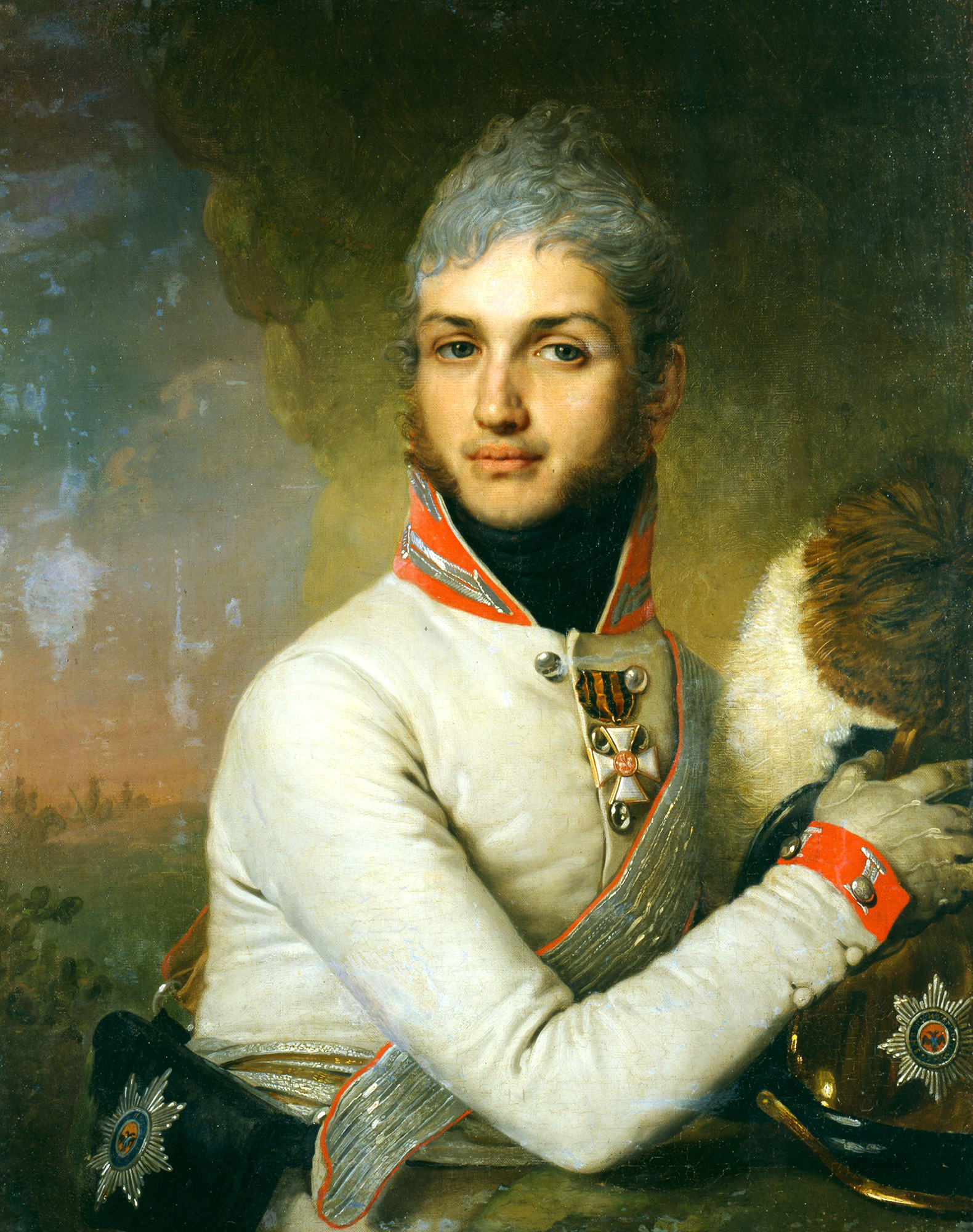
Николай Волконский-Репнин, внук
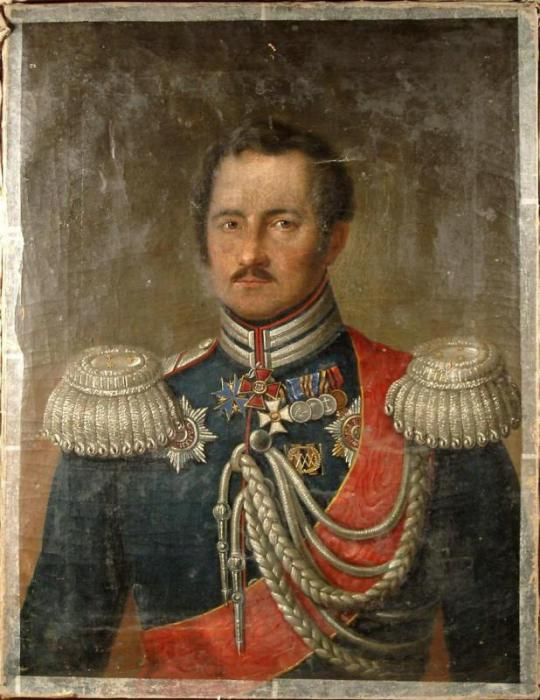
Степан Лесовский, внебрачный сын

## Образ в литературе
Исторический роман Петрова М. Т. «Фельдмаршал Репнин» (2003).

## Сочинения
- Репнин Н. В. Журнал князя Репнина // Русский архив, 1869. — Кн. 1. — Вып. 3. — Стб. 562—575. — В ст.: М. Ф. Де-Пуле. Крестьянское движение при имп. Павле Петровиче.
- Репнин Н. В. Записка князя Н. В. Репнина для Павла Петровича об иностранных войсках в России // Русский архив, 1882. — Кн. 1. — Вып. 1. — С. 391—393.
- Друг Юношества 1811, Вып. 1, С, 55-81; 1813, Вып. 3, С. 82-102, 1813, Вып. 3, С. 74-102, Вып. 6, С. 1-11; Вып. 7, С. 1-16; 1814, Вып. 1, С. 43-52, Вып.7, С. 116—119.
- Сионский вестник 4 (1817), Июнь, С. 304—323.
- Les fruits de la grace ou les opuscules spirituels de deux amateurs de la Sagesse (или: Les fruits de la grace ou les opuscules spirituels des deux F. M. du vrai Systeme) 1790, С. 7-61.